# Cemitério Alemão de Lisboa
O Cemitério Alemão de Lisboa (Deutscher Friedhof), é um cemitério alemão da cidade de Lisboa, em Portugal.

## História
Desde 1147 estão documentadas sepulturas de indivíduos alemães em Lisboa. Por exemplo, na vertente norte do Castelo de São Jorge, sob a sacristia central daquele que é hoje o Mosteiro de São Vicente de Fora, onde jazem os "cavaleiros alemães" que participaram, como cruzados, na Conquista de Lisboa e aí pereceram.
Posteriormente, até finais do século XV, encontramo-los sepultados na várias vezes transformada Igreja de São Julião, hoje património secularizado do Banco de Portugal, situada na rua do mesmo nome, junto aos Paços do Concelho.
Mais tarde, e até 1820, no Cemitério dos Ingleses, junto à Basílica e Jardim da Estrela. Em 1821, o abastado comerciante Nikolaus Berend Schlick, oriundo de Lübeck, doou à comunidade evangélica alemã um terreno com perto de 3.000 m² de área, naquele que é hoje o bairro de Campo de Ourique. Ali se inaugurou solenemente, a 25 de janeiro de 1822, o primeiro cemitério municipal germânico do país, o Cemitério Alemão de Lisboa, localizado na Rua do Patrocínio, entre os números 57 e 61. Em 1859 foi-lhe adicionado um talhão da Igreja Ortodoxa Russa e, em 1871, é instalada uma conduta de água canalizada com vista ao ajardinamento e arborização do espaço.
Sendo embora propriedade legal da Igreja Evangélica Alemã de Lisboa (Deutsche Evangelische Kirchengemeinde von Lissabon), acolhe como última morada tanto os alemães, sejam protestantes, católicos ou judeus, como também portugueses casados com alemães. A pequena capela ostenta um quadro a óleo do doador cujo sarcófago se encontra na encruzilhada de dois caminhos com bonita calçada portuguesa. Um local de tranquilidade e recolhimento, cuidadosamente mantido - eis como o Cemitério Alemão é considerado pela colónia alemã e pelos numerosos visitantes do país e do estrangeiro. Simultaneamente, é a história, esculpida em pedra, daquela que provavelmente será a segunda mais antiga comunidade protestante no exterior da Alemanha. Comerciantes, conselheiros reais, médicos, escritores, escultores e numerosos diplomatas encontraram aqui a sua última morada.

## Galeria

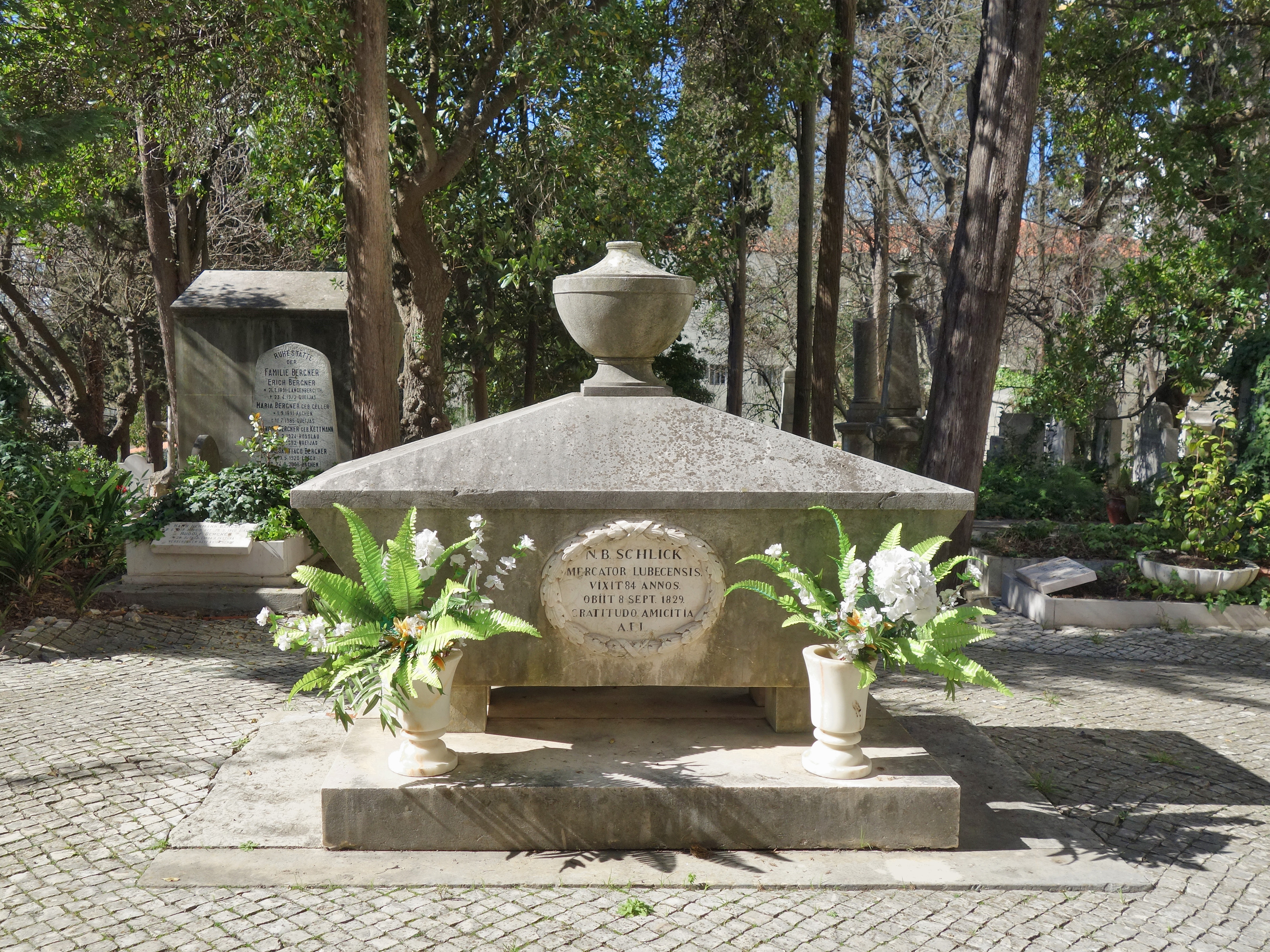
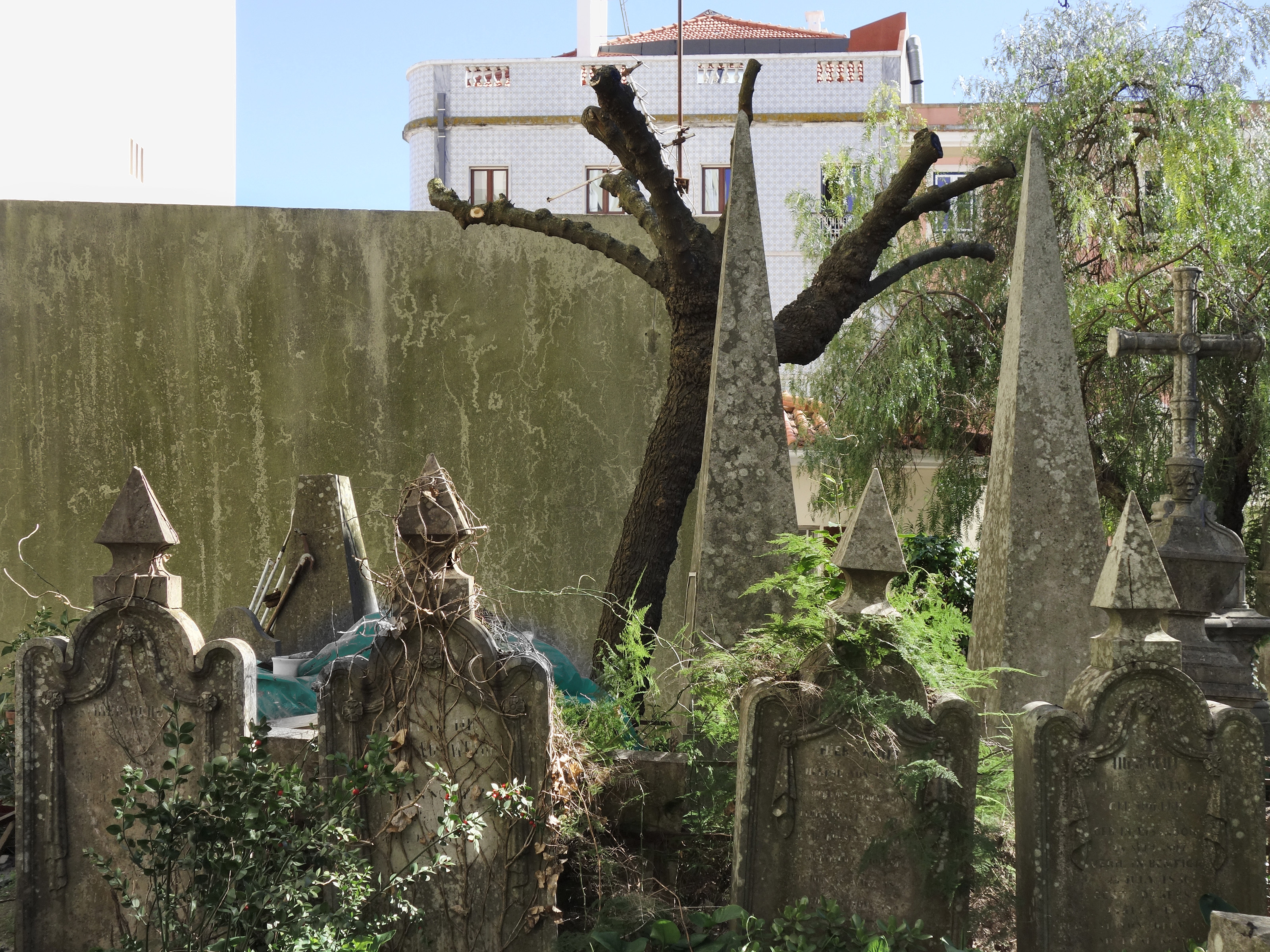
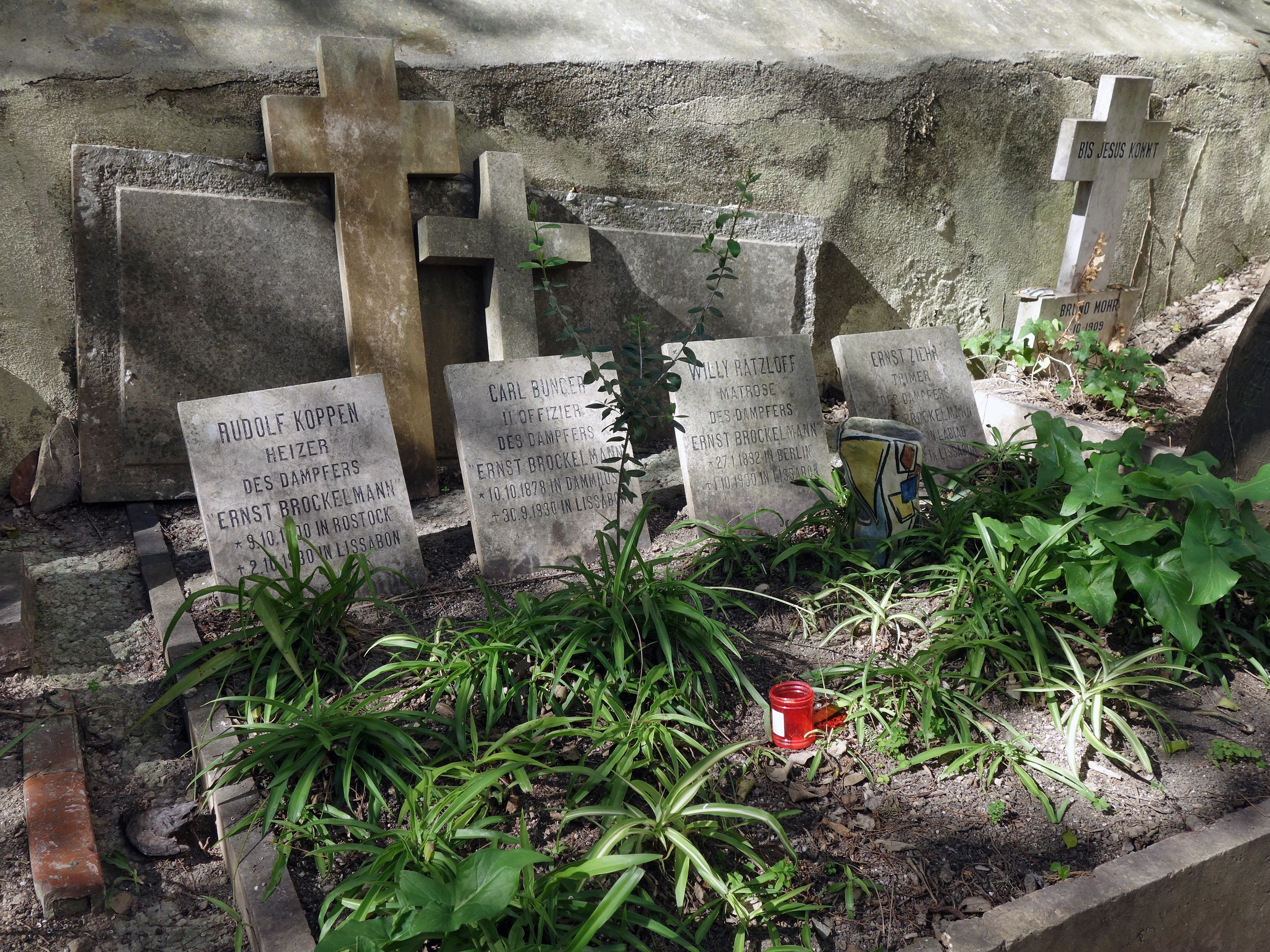